# أولاد المحجوب (الحجاج)
أولاد المحجوب هو دُوَّار يقع بجماعة العطف، إقليم تاوريرت، جهة الشرق في المملكة المغربية. ينتمي الدوّار لمشيخة الحجاج التي تضم 8 دواوير. يقدر عدد سكانه بـ 238 نسمة حسب الإحصاء الرسمي للسكان والسكنى لسنة 2004.

## روابط خارجية
- البوابة الوطنية للجماعات الترابية
- المندوبية السامية للتخطيط